# Коваль Елеонора Захарівна
Коваль Елеонора Захарівна (нар. 10 серпня 1930, Умань — пом. 29 червня 2022) — міколог, доктор біологічних наук (1985 р.), професор (1988 р.), лауреат премії Ради Міністрів СРСР (1983 р.). Фахівець з питань систематики та екології мікроскопічних грибів. Автор та співавтор ряду визначників.
На початку 50-х років вступила до КДУ ім. Т. Г. Шевченка, який закінчила у 1955 році. Доля привела її до цього закладу після важких життєвих «університетів»: окупація рідного Києва, загибель батька, розстріл репресованого діда. Вперше зустрілась з проф. С. Ф. Морочковським, коли прийшла на кафедру мікології і фітопатології біолого-ґрунтознавчого факультету, якою він завідував. Їй потрібно було вирішувати проблему подальшої спеціалізації в навчанні й взагалі визначитись з майбутнім працевлаштуванням, оскільки опинилась на біофаку випадково, лише тому, що згідно тодішнім законам омріяне ще з дитинства заняття фізикою виключалось для тих, хто перебував в окупації, про що потім ще довго вона повинна була вказувати у відповідних документах.

Ця зустріч була доленосною, тоді розпочалось формування фахівця-міколога. Пізніше під керівництвом доц. З. Г. Лавітської, проф. С. Ф. Морочковського, вже професора кафедри нижчих рослин, а також співробітників Ботанічного музею КДУ воно продовжувалось ще й в експедиційному режимі. 
«Саме Семен Филимонович направив мене і благословив експедиційний стиль життя міколога-дослідника природи. Забути першу зустріч з Семеном Филимоновичем неможливо і дякую Долі, яка направила мене до нього. Добрі слова його про мої перші рисунки додали впевненості в своїх можливостях і згодом, коли виникала потреба проілюструвати визначений матеріал для публікацій, виконувала все сама, як і для останньої монографії „Пеніцилії“».
Ще в університетські роки Е. З. Коваль побувала в експедиціях на Далекому Сході, й це відіграло свою роль. Так, після закінчення університету і до 1960 р. вона працювала у Далекосхідній філії Сибірського відділення АН СРСР (м. Владивосток Приморського краю, РФ). Досліджувала мікобіоту (мікофлору) Примор'я — Курильських островів, Сахаліну та інших заповідних місць.
Після повернення до Києва у 1960—1961 рр. Е. З. Коваль працювала у відділі мікології Інституту ботаніки АН УРСР, очолюваному проф. С. Ф. Морочковським.
З 1961 р. по листопад 1991 р. працювала в Інституті мікробіології і вірусології АН УРСР (НАН України) у відділі фізіології грибів, який очолювала член-кореспондент АН УРСР Віра Йосипівна Білай (з 1975 р. відділ фізіології та систематики мікроміцетів). Протягом довгих років була заступником керівника відділу (який налічував до 57 осіб) з широким колом наукових напрямків.
1963—1992 рр. — старший науковий співробітник, провідний науковий співробітник Інституту мікробіології і вірусології АНУ; 1992—1994 рр. — провідний науковий співробітник Інноваційного центру НАН України (усі — Київ).
Від 1995 рр. — на пенсії.
Займалась мікобіотою дерев та чагарників, степових заповідників УРСР, кореневої зони пшениці та бавовнику на півдні та в лісостеповій зоні України, в районах майбутнього зрошення; різноманітних ґрунтів, зокрема забруднених вуглеводнями; вивченням грибів як компонентів біогеоценозів. Е. З. Коваль — один з авторів збірника «Микромицеты почв».
Вже у Києві Е. З. Коваль була захищена дисертація на здобуття ступеню кандидата біологічних наук «Микофлора заповедника „Кедровая падь“» (1962 р.). А перша наукова публікація з'явилась 1957 р. за матеріалами студентських експедиційних зборів у журналі «Бюллетень Главного Ботанического сада СССР». На Далекому Сході вона захопилась ентомо- та мікофільними грибами, та й взагалі новими, цікавими та рідкісними мікологічними знахідками.
На початку 60-х років Е. З. Коваль розпочинає роботу над дослідженням росту та засвоєнню широкого спектра вуглеводнів мікроміцетами, амінокислотного складу та вмісту білку у біомасі, що вирощена на вуглеводнях. Перша друкована праця на цю тему побачила світ 1965 р. Цей час можна вважати і початком дослідження проблем грибостійкості. Для досліджень Е. З. Коваль характерна співпраця зі вченими різних напрямків, що особливо розвинулось при дослідженні питань грибостійкості. Так, О. М. Зайченко, працюючи над дисертацією у відділі біохімії мікроорганізмів ІМВ АН УРСР, успішно захистив кандидатську дисертацію за темою «Изучение окисления алканов некоторыми микромицетами» (1967 р.).
Як міколог–систематик Е. З. Коваль завжди приділяла багато уваги мікроскопічному дослідженню грибів, займалася електронною мікроскопією. Пізніше цей досвід було висвітлено у розділі «Микроскопическое изучение грибов» довідника «Методы экспериментальной микологии» (1973 р.). У другому виданні довідника (1982 р.) цей розділ — у співавторстві з Л. Т. Горбик
1974 р. вийшла друком монографія Е. З. Коваль «Определитель энтомофильных грибов СССР».
Саме Е. З. Коваль зацікавилась питаннями хітину та хітинолізу у грибів, їй слід надати належне, бо ці дослідження залишаються актуальними й дотепер. Це стало темою моєї дисертаційної роботи (хоча значно простіше було виконати роботу з питань грибостійкості), але час все розставив по своїх місцях. У 1977—1984 рр. вийшли друком огляди літератури у журналах «Микробиологический журнал», «Український ботанічний журнал» та «Микология и фитопатология», стаття щодо руйнування хітину в умовах Полісся. Пізніше О. С. Харкевич було захищено кандидатську дисертацію «Участь мікроміцетів у процесах синтезу та деструкції хітину», вийшли роботи щодо грибостійкост1 хітину та хітозану. Опубліковані роботи («Микология и фитопатология», 1989 р.; статті в «Acta Biotechnologica», 1991 р., «Микробиологический журнал», 1987 р. та ін.) та одержано патенти щодо кормових домішок та оцінки хітину у збагаченій мікроскопічними грибами рослинній біомасі, адже Е. З. Коваль також займалась питаннями збагачення мікроміцетами різноманітних рослинних залишок.
Проблема біопошкоджень матеріалів, виробів та різноманітних конструкцій є актуальною вже декілька десятирічь та набуває все більшого екологічного значення. Про глобальність проблеми свідчить створення у Радянському Союзі за ініціативою Державного комітету з науки та техніки Наукової Ради з біопошкоджень наприкінці 60–х років минулого сторіччя для координації досліджень. Слід зазначити, що Е. З. Коваль була до 1992 р. її постійним членом.
З 1975 р. з'являються чисельні публікації та Авторські свідоцтва Е. З. Коваль з питань грибостійкості: склокристалічні. дорожньо-будівельні матеріали, гіпсокартон, кремнійорганічні сполуки, зокрема захисні покриття; ситали, перліти, тонкі металеві плівки, алюмосилікати, поліуретанові еластомери, лакофарбові покриття, палива, моторні олії та змащувально-охолоджуючі рідини. а також різноманітні конструкційні матеріали та вироби, в атмосфері морського тропічного клімату зокрема. Трохи пізніше — різноманітні твори образотворчого мистецтва та музейні пам'ятки.
Разом зі співробітниками (Т. І. Редчиць, Л. П. Сидоренко, С. П. Мельник, О. С. Харкевич, пізніше Р. Ю. Пашкевич) дослідження проводились загалом за господарчими договорами та договорами про наукове співробітництво. Ось перелік цих установ: УкрЦМС, Музей народної архітектури та побуту України, Інститут проблем матеріалознавства АН УРСР, НДІ «Автодор», КПІ, КІСІ, Національний науково-дослідний Реставраційний Центр України, СКТБ з ОП ІКХХВ НАН України, ІХВС НАН України, НДІ шкіряної промисловості, завод «Автоскло» та об'єднання «Арсенал», «Камаз», НВО «Карат», лабораторія мікодеструкції АН Литви, аеропорт «Жуляни», ВІАМ (Москва). Здійснювалось уточнення та доповнення ГОСТІВ, значна частина досліджень проводились під грифом секретності. На базі відділу фізіології грибів Інституту мікробіології і вірусології АН УРСР наприкінці 70-х років була проведена школа з питань біопошкоджень, яка зібрала спеціалістів з багатьох куточків СРСР.
Все це стало засадами для створення в подальшому на базі ІМВ НАН України Випробувальної лабораторії технічних виробів та матеріалів (зараз — Випробувальна лабораторія грибостійкості та мікробіологічних досліджень технічних, медичних виробів та матеріалів), яка працює й дотепер.
Як результат співробітництва з АН Польщі, яке включало стажування та обмін спеціалістами, світ побачили ряд публікацій, зокрема у «Polish Ecological Studies», 1995 р.,
Е. З. Коваль — співавтор ряду монографій: «Рост грибов на углеводородах нефти» (1980 р.); «Микробная коррозия и ее возбудители» (1980 р.), яка отримала премію Ради Міністрів СРСР (1983 р.); «Клавиципитальные грибы СРСР», (1981 р.), одноосібна; «Аспергиллы» (1988 р.); з Л. П. Сидоренко — «Микодеструкторы промышленных материалов» (1989 р.); з Руденко; «Мікологічне обстеження музейних пам'яток» (2014 р.); «Пеніцилії в навколишньому середовищі» (част.1, 2: 2014 р.), «Пенициллии» (2016 р.).
Склала інвентаризаційні списки видового складу грибів різних таксонів, поширених у заповідних лісах Південного Примор'я, описала 19 нових для науки видів. Ім'ям Е. З. Коваль названо види грибів Notomitra kovalii Raitv. та Sawadea kovaliana Hel.
Е. З. Коваль проводила величезну консультативну роботу широкому загалу, була опонентом та консультантом дисертаційних робіт, Їй належать чисельні хроніки щодо з'їздів та конференцій, рецензії та відгуки.